# دالي غريفين
دالي غريفين (بالإنجليزية: Dale Griffin)‏ هو طبال وملحن ومنتج أسطوانات بريطاني، ولد في 24 أكتوبر 1948 في آخن في ألمانيا، وتوفي في 17 يناير 2016.

## وصلات خارجية
- دالي غريفين على موقع IMDb (الإنجليزية)
- دالي غريفين على موقع ميوزك برينز (الإنجليزية)
- دالي غريفين على موقع قاعدة بيانات برودواي على الإنترنت (الإنجليزية)
- دالي غريفين على موقع ديسكوغز (الإنجليزية)